# 袁偉民
袁 偉民（えん・いみん、ユエン・ウェイミン、Yuan Weimin、1939年7月8日 - ）は、中華人民共和国の元バレーボール選手・指導者で、中華人民共和国スポーツ界の要人である。

## 経歴・人物
1939年7月8日、当時の中華民国江蘇省蘇州市の出身。蘇州中学卒業後にハルビン工業大学への進学を考えたが、思うところがあって南京体育学院へ進学する。そこで袁はバレーボールと出会う。
1962年に袁はバレーボール中華人民共和国男子代表に選ばれ、1974年まで代表チームでプレーする。その間、文化大革命により中華人民共和国が国際舞台から消える期間が長かったため、現役時代には主だった成績を残していない。
1976年に袁はバレーボール中華人民共和国女子代表監督に就任、チームの強化に本格的に乗り出す。
自らが抜擢した郎平、張蓉芳、楊錫蘭、朱玲、楊希といった選手を中心にして1981年ワールドカップバレーボール（日本国）、1982年バレーボール女子世界選手権（ペルー）、1984年第23回夏季オリンピックロサンゼルス大会（アメリカ合衆国）を次々と制覇、日本の山田重雄に次いで史上2人目の女子バレーボール三冠監督となった。
1984年に代表監督を退いた後は中華人民共和国中華人民共和国体育運動委員会副主任及び中華人民共和国バレーボール協会主席（会長）に就任。2000年から2004年まで国家体育総局局長（閣僚級）となり、中華人民共和国スポーツ行政の総責任者を務めた。
また、袁は1997年～2001年にアジアバレーボール連盟会長、2000年～2005年に中華人民共和国オリンピック委員会主席（会長）をそれぞれ務め、1985年～1989年、1992年～2014年と二度、中国サッカー協会主席に就任し、中華人民共和国のサッカー界の元締として活動した。
2007年にバレーボール殿堂顕彰者に選出された。